# Ahmed Duiedar
Ahmed Duiedar (ou Ahmed Dewidar, en arabe أحمد دويدار), né le 29 octobre 1987 à Gizeh, est un footballeur égyptien. Il évolue au poste de défenseur au Zamalek Sporting Club. Il joue également pour l'équipe nationale d'Égypte depuis 2010.

## Biographie

### En club
Avec l'équipe de Zamalek, il participe à la Ligue des champions africaine, et à la Coupe de la confédération.

### En équipe nationale
Il reçoit sa première sélection en équipe nationale, le 17 octobre 2010, en amical contre l'Australie (victoire 3-0).
Le 14 novembre 2015, il joue un match contre le Tchad, rentrant dans le cadre des éliminatoires du mondial 2018 (défaite 1-0).

## Palmarès
- Champion d'Égypte en 2015 avec le Zamalek SC
- Égypte
  - Coupe d'Afrique des nations
    - Finaliste 2017